# 函数空间
在数学中，函数空间是从集合X到集合Y的给定种类的函数的集合。它叫做空间是因为在很多应用中，它是拓扑空间或向量空间或这二者。

## 例子
函数空间出现在数学的各个领域中：
- 在集合论中，集合X的幂集同一于从X到{0,1}的所有函数的集合；指示为2X。更一般的说，函数X → Y的集合指示为YX。
- 在线性代数中，从在同一个域上的向量空间V到另一个向量空间W的所有线性变换的集合自身是个向量空间。
- 在泛函分析中，对于包括如上向量空间上的拓扑的连续线性变换也是同样的，很多主要例子是具拓撲結構的函数空间；最周知的例子包括希尔伯特空间和巴拿赫空间。
- 在泛函分析，从自然数到某个集合X的所有函数集合叫做序列空间。它由X的元素的所有可能序列的集合构成。
- 在拓扑学中，可以尝试在从拓扑空间X到另一个拓扑空间Y的连续函数的空间上放置一个拓扑，带有依赖于这些空间的本性的效用。常用的例子是紧开拓扑。还有就是在集合论函数（就是说不必需是连续函数）YX的空间上的乘积拓扑。在本语境中，这个拓扑也叫做逐点收敛拓扑。
- 在代数拓扑学中，同伦理论本质上研究函数空间的离散不变式。
- 在随机过程理论中，基本技术问题是如何在“过程路径”（时间的函数）的函数空间上构造概率测度。
- 在范畴论中，函数空间叫做指数对象。它以一种方式出现为表示规范双函子；但是作为类型[X, -]的（单一）函子，它出现为对在对象上的类型（-×X）的函子的伴随函子。
- 在lambda演算和函数式编程中，函数空间类型被用来表达高阶函数的想法。
- 在域理论中，基本想法是通过建立良好行为的笛卡儿闭范畴，从可建模lambda演算的偏序中找到构造。